# Operation Squabble

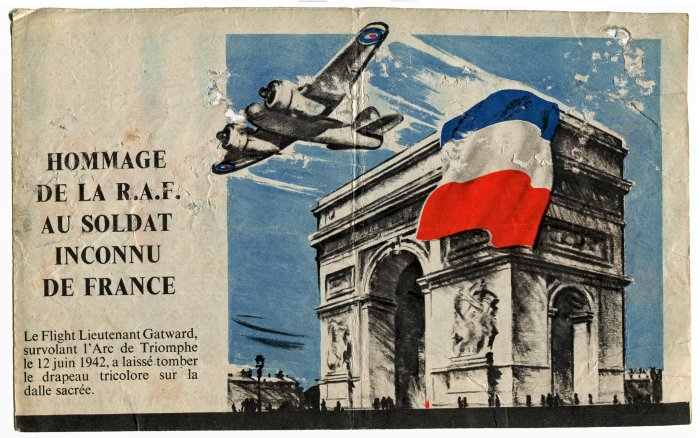
Propagandaflugblatt, abgeworfen über Frankreich nach der Operation

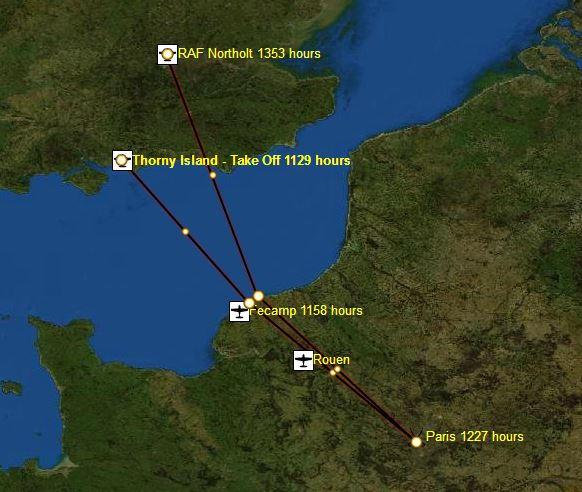
Gesamtroute

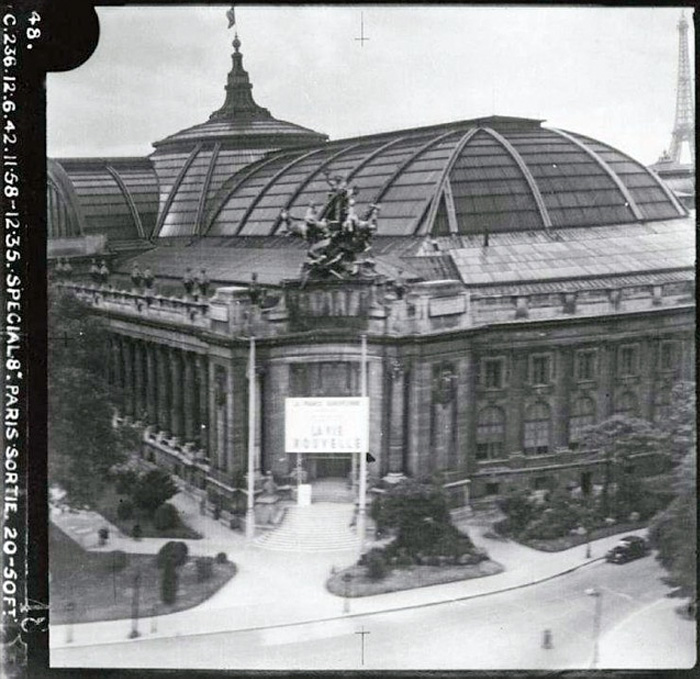
Luftaufnahme während der Aktion: Grand Palais und Eiffelturm

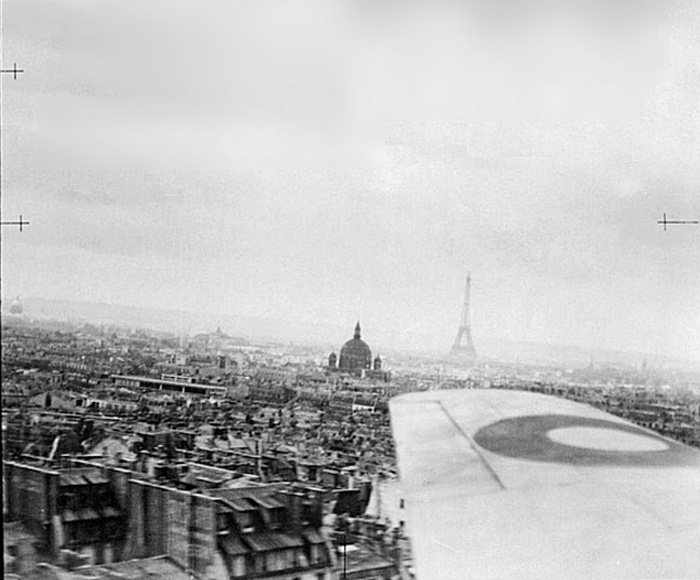
Luftaufnahme während der Aktion: St-Augustin und Eiffelturm

Operation Squabble (Operation Zank) war eine britische Propagandaaktion über dem im Zweiten Weltkrieg besetzten Paris. Dabei warf am 12. Juni 1942 ein einzelnes Flugzeug zwei französische Fahnen ab und griff die deutschen Besatzungstruppen symbolisch an.

## Vorbereitung
Der Plan für diese Operation geht zurück auf September 1941, als Major Ben Cowburn vom Special Operations Executive verdeckt über Frankreich absprang und in Paris vom täglichen Wachaufzug der deutschen Garnison auf der Avenue des Champs Élysées erfuhr. Seiner Meinung nach sollte ein Angriff darauf die französische Moral stärken. Zurück in London, schlug Cowburn seine Idee der Royal Air Force vor. Der Plan wurde von Philip Joubert de la Ferté, dem Kommandierenden des RAF Coastal Command, welcher französische Vorfahren hatte, unterstützt.
Der erste Plan sah vor, drei mit Langstreckentanks ausgerüstete Supermarine Spitfire nach Paris zu schicken. Dort sollten diese mittels Rauchgeneratoren eine blau-weiß-rote Tricolore am Himmel erzeugen. Doch dann entschied man sich für einen einzelnen Bristol Beaufighter, der eine französische Fahne abwerfen sollte. Außerdem wurde das Hôtel de la Marine, in dem die Kriegsmarine ihr Hauptquartier eingerichtet hatte, als zweites Ziel hinzugefügt.
An die Staffeln des Coastal Command wurde eine Anfrage für einen freiwilligen Einsatz gestellt. Wegen der Geheimhaltung war das Einsatzprofil nur vage. Alle Staffeln hatten mindestens einen Vorschlag geschickt. Am 30. April fiel die Entscheidung auf die Crew Lieutenant Alfred Kitchener Gatward (Pilot) und Sergeant George Fern (Navigator) von der 236. Squadron. Erst am 5. Mai erfuhren Gatward und Fern Genaueres über die geplante Aktion. Sie begannen mit ihrem Training auf RAF Thorney Island. Sie übten Bordwaffenangriffe auf Schiffswracks im Ärmelkanal und studierten den Stadtplan von Paris und das Aussehen markanter Gebäude.
Eine bereitgestellte große französische Flagge sollte über die Einrichtung zum Abwurf von Signalfackeln per Hand ausgestoßen werden. Die Flagge erwies sich jedoch als zu groß. Sie wurde deshalb in zwei Hälften geteilt, so dass es nun zwei Flaggen gab. Die Fallschirmabteilung präparierte die beiden Flaggen mit Eisenrohren als Beschwerung. Gatward und Fern trainierten auch den Abwurf der Flaggen und wie diese vor dem Abwurf gefaltet werden müssen.
Am 13. Mai erfolgte der erste Versuch, Paris zu erreichen; dieser musste wegen schlechten Wetters über Frankreich abgebrochen werden. Drei weitere Versuche wurden unternommen, wurden aber ebenso aufgrund der Wetterbedingungen vorzeitig beendet.

## Angriff
Der nächste Versuch erfolgte am 12. Juni; Gatward und Fern hoben gegen halb zwölf bei leichtem Regen von Thorney Island ab. Als sie etwa eine halbe Stunde später die französische Küste bei Fécamp erreichten, verbesserten sich die Wetterbedingungen, so dass sie Kurs auf Paris nahmen. Sie flogen im Tiefflug nur 10 bis 30 m über dem Boden. Ab Rouen folgten sie der Seine. Vogelschlag im Kühler führte zu einer erhöhten Öltemperatur; weil das Flugzeug kurz vor dem Ziel war, entschied sich Gatward, den Flug fortzusetzen.
Um 12:27 Uhr passierten sie den Eiffelturm in einem Bogen. Gatward stieg auf fast 100 m, um über den Champs Élysées den Angriff auf die marschierenden deutschen Truppen zu starten. Fern warf über dem Triumphbogen eine Flagge ab. Doch von einem Aufmarsch auf den Champs Élysées war nichts zu sehen. Ein Flugabwehrgeschütz eröffnete das Feuer, verfehlte aber das Flugzeug. Im Tiefflug jagten Gatward und Fern über die Champs Élysées. Am Place de la Concorde führte Gatward eine 270°-Kurve aus und griff dann das Marinehauptquartier mit Bordwaffen an. Über dem Gebäude warf Fern die zweite Flagge ab. Um 12:30 Uhr steuerte Gatward den Rückweg ein. Ein weiteres Flugabwehrgeschütz schoss, ohne das Flugzeug zu treffen.
Auf dem Rückflug wurden sie weder von Abfangjägern noch Flugabwehr bedroht. Doch der lange Tiefflug führte zu starkem Insekteneinschlag auf der Windschutzscheibe, was die Sicht zunehmend verschlechterte. Ein kurzer Regenschauer über dem Ärmelkanal konnte die Insekten abwaschen. Um 13:53 Uhr landeten Gatward und Fern auf dem Flugplatz RAF Northolt. Während des Fluges machte Fern etwa 60 Aufnahmen mit der schweren F24-Kamera.

## Rezeption
Zwei Tage nach der Aktion wurden die Pariser durch abgeworfene Flugblätter über diese Aktion informiert. Am 17. Juni berichtete das französische Auslandsprogramm des BBC im Rundfunk darüber. Das amerikanische Life-Magazin veröffentlichte im August 1942 einen Bericht samt Ferns Aufnahmen.
Die Operation Squabble führte zu keinem direkten militärischen Schaden des Gegners, war aber eine sehr erfolgreiche Propagandaaktion. Sie stärkte die Moral der besetzten Franzosen und deren Résistance-Bewegung; sie demütigte den Gegner und demonstrierte die Fähigkeiten der Royal Air Force. Auch war sie für die Moral der Briten wichtig, weil die Achsenmächte noch auf dem Vormarsch waren; so eroberte Rommel am 20. Juli im Unternehmen Theseus das nordafrikanische Tobruk.
Für diese Aktion wurden Gatward mit dem Distinguished Flying Cross und Fern mit der Distinguished Flying Medal ausgezeichnet. Nach dem Krieg, im Juli 1949, wurden Gatward und Fern in London durch Vertreter der französischen Botschaft öffentlich gewürdigt.
Es gibt keine befriedigende Erklärung, warum Gatward und Fern auf der Champs Élysées keine marschierenden Truppen antrafen. Eine der möglichen Erklärungen ist, dass die deutschen Besatzer die Zeitzone in Frankreich der in Deutschland angepasst hatten, was zu einer Verschiebung des Wachaufzugs führte.